# Nový Hrozenkov
Nový Hrozenkov är en köping i Tjeckien.   Den ligger i regionen Zlín, i den östra delen av landet, 290 km öster om huvudstaden Prag. Nový Hrozenkov ligger 449 meter över havet och antalet invånare är 2 714.
Terrängen runt Nový Hrozenkov är huvudsakligen lite kuperad. Nový Hrozenkov ligger nere i en dal. Runt Nový Hrozenkov är det ganska glesbefolkat, med 29 invånare per kvadratkilometer. Närmaste större samhälle är Rožnov pod Radhoštěm, 14,1 km norr om Nový Hrozenkov. I omgivningarna runt Nový Hrozenkov växer i huvudsak blandskog.